# 佐藤美術館
佐藤美術館（さとうびじゅつかん、英語: The Sato Museum of Art）は、東京都新宿区大京町にある美術館。公益財団法人佐藤国際文化育英財団が運営している。
現在の公益財団法人の前身となった財団法人佐藤国際文化育英財団は、1990年3月に、第一不動産グループ創業者佐藤行雄によって、美術館の運営とともに、国内外の美術専攻学生への奨学援助や美術を通じた国際交流への貢献を目的に掲げて設立された。1990年4月から9月まで大阪府の鶴見緑地で開催された国際花と緑の博覧会の際に、第一不動産グループが出展した花と緑・日本画美術館に展示された「花と緑」をテーマとして制作が委嘱された日本画作品の寄贈を受ける形で、佐藤美術館が開設された。当初は、新宿区西新宿3-2-2に所在していたが、2002年には、現在地で再開館した。コレクションの中核となっている花と緑・日本画美術館から引き継いだ作品は50点で、髙山辰雄、上村松篁、小倉遊亀らの作品が含まれている。
美術学生の奨学という趣旨から、学生や若手作家の個展、グループ展、卒業制作展、研究発表展などに展示室を提供しているほか、奨学金を受給した学生のグループ展も開催している。